# Чжан Сянхуа
Чжан Сянхуа (10 травня 1968) — китайська академічна веслувальниця.
Срібна призерка Олімпійських Ігор 1988 року в складі розпашної четвірки зі стерновою, бронзова призерка 1988 року в складі вісімки.